# Рустиге, Генрих Франц Гауденц

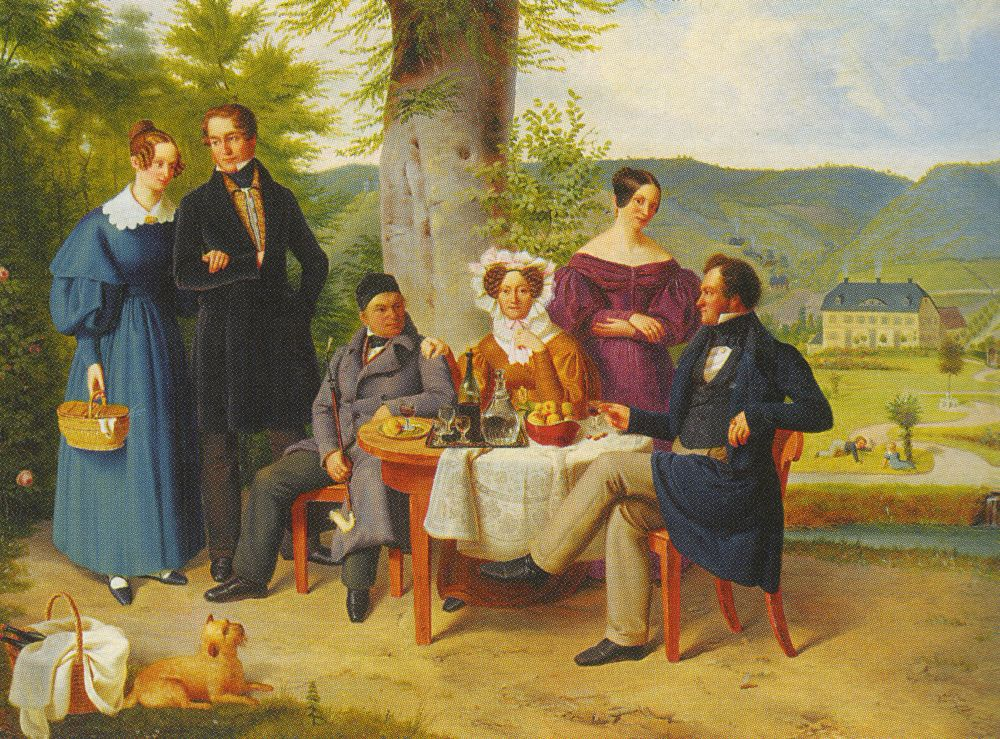
Генрих фон Рустиге Портрет семьи Фарина (1837)

Генрих Франц Гауденц Рустиге (нем. Heinrich Franz Gaudenz von Rustige; 11 апреля 1810, Верль — 15 января 1900, Штутгарт) — немецкий исторический и жанровый живописец.
Родился в 1810 г.; в 1828—1836 гг. учился в дюссельдорфской академии художеств, где его главным наставником был Шадов. Закончив своё образование, он поселился во Франкфурте-на-Майне, откуда неоднократно предпринимал художественные экскурсии в Вену, Венгрию, Дрезден, Берлин, Бельгию, Францию и Англию.
В 1845 г. получил должность профессора в штутгартском училище изящных искусств и был назначен инспектором вюртембергской государственной картинной галереи и личного королевского собрания художественных предметов. По преклонности своих лет оставил преподавательскую деятельность в 1887 г. Не обладая выдающимся талантом, Рустиге очень обдуманно сочинял свои картины и исполнял их с большой добросовестностью и техническим мастерством.
Лучшими между многочисленными произведениями его кисти считаются:
- «Молитва во время бури» (1836; находится в Берлинской национальной галерее),
- «Наводнение» (там же),
- «Перенесение праха императора Оттона III в Германию»,
- «Император Фридрих II и его двор в Палермо»,
- «Герцог Альба в Рудольфштатском замке» (1861; в штутгартской галерее)
- и «Рубенс, вводящий свою молодую жену в мастерскую, в которой занимаются его ученики».

Рустиге известен также как поэт, написавший целый том лирических стихотворений (изданный во Франкфурте-на-Майне, в 1845 г.), исторические драмы:
- «Филиппо Липпи» (1852),
- «Аттила» (1853),
- «Конрад Видергольд» (1856),
- «Император Людвиг Баварский» (1860),
- «Эбергард» (1863),
- а также сочинения «Рифмы и мечты в мрачном заключении» (1876)
- и «Живописец в военной форме» (1890).